# 麻雀倶楽部 (漫画)
『麻雀倶楽部』（マージャンくらぶ）は、志名坂高次による日本の漫画。

## 概要
1993年から1995年までマガジンGREATに連載された。話数は「○本場」で、最終回のみ「オーラス」。
単行本は講談社コミックス月刊マガジンより全2巻。志名坂高次の作品としては初の単行本化作品となる。
後に『近代麻雀』（竹書房）にて、2013年3月15日号（2月15日発売）に特別読切「麻雀倶楽部リターンズ」が掲載された。また、同短編を含めた廉価版コミックスがバンブー・コミックスとして全1巻にて刊行された。
いわゆる「学園漫画」と「麻雀漫画」を両立させた「学園麻雀漫画」とも言うべき手法がとられている作品。主人公の浅倉義明と、その同級生・教師・他のクラブ員・後輩などを通して麻雀を遊戯する日常を描いていく物語となっている。本作の登場人物の大半が「友人・知人がモデルとなっている」と単行本1巻のカバーにて作者自身がコメントしている。

## 登場人物
浅倉義明（あさくら よしあき）
本作の主人公。
松野明子（まつの あきこ）
朝倉たちの学校の教師で麻雀倶楽部隠密顧問。

## 書籍
- 志名坂高次『麻雀倶楽部』講談社〈講談社コミックス月刊マガジン〉、全2巻

1. 1994年6月発売 ISBN 4-06-302436-9
2. 1995年7月発売 ISBN 4-06-302482-2

- 志名坂高次『麻雀倶楽部』竹書房〈バンブー・コミックス〉、全1巻、コンビニコミック

1. 2013年3月2日初版発行、2013年2月16日発売 ISBN 978-4-8124-7882-0